# 黒木瞳 ホッとGoing
東京ディズニーリゾートプレゼンツ・黒木瞳 ホッとGoing（くろきひとみホッとゴーイング）は2005年10月3日から2008年3月28日までニッポン放送で月曜日から金曜日に5分間放送していた番組。2007年3月30日までは「ダイハツシンプル・ビューティ 黒木瞳 ホッとGoing」として放送していた。
2007年9月28日まではNRN系列でも放送していた。

## 番組綱要
- 出演は黒木瞳で、ニッポン放送で放送した「黒木瞳のTALK RADIO」の移行版となる。番組開始当初はダイハツ工業の一社提供（2007年9月までCMを放送していた）。金曜日は番組の終わりには毎回黒木の「五行詩」が発表していた。この五行詩は扶桑社（フジサンケイグループの書籍出版会社）より2005年10月「恋のちから 愛のススメ」と題して単行本化された。
- なお、黒木は同じニッポン放送をキー局とした早朝帯番組「SUZUKIハッピーモーニング・黒木瞳の行ってらっしゃい」を2003年から2004年に担当したことがある。
- ダイハツ工業の一社提供のラジオ番組は同じNRN系列のキー局文化放送の「朝のドライブミニマップ」以来のこと（関西地区はABCラジオではなくMBSラジオで放送した）。また黒木瞳は放送当時ダイハツ・エッセのCMに出演していた。ちなみに、2007年3月まで番組タイトルの冠に付いていた「シンプル・ビューティ」は、ダイハツ・エッセのキャッチフレーズである。

## オープニング・エンディング
- 番組開始当初は、「こんにちは、黒木瞳です。」と言っていたが、各局での放送時間が午後3時半ごろから午後7時前までとばらばらであることから、番組開始2週間で「こんにちは」の挨拶が完全になくなった。
- 2007年2月までOPでの提供クレジットは、「この時間は・・・」と言っているにもかかわらず、EDでは何故か「この番組は・・・」となっていた。同年3月にダイハツのキャッチフレーズが変更された際に「この時間は・・・」へ統一したが、4月からはOP、EDともCMのコマ数が減った関係で提供読みは無くなった。
- 開始当初のENDテーマは黒木瞳の曲「運命（ぐうぜん）」だったが、2005年12月までの限定発売だったこともあり、2006年1月からはスタート当初のエンディング音楽(神保彰「PACIFIC OCEAN PARADISE」冒頭部）に戻っている。
- 金曜日はリスナーからのメール、エンディングは黒木瞳の「五行詩」を読む。（ただし、番組開始当初の一週間のみ、5曜日とも放送。）

## スポンサー
- 放送開始 - 2007年3月： 提供：ダイハツ(20秒2コマ)
- 2007年4月以降のカウキャッチャーCMのスポンサーは、以下の通りである。

| 放送期間                      | カウキャッチャー                         | ヒッチハイク                             |
| ----------------------------- | ---------------------------------------- | ---------------------------------------- |
| 2007年4月2日 - 6日            | バイク王                                 | ダイハツ                                 |
| 2007年4月9日 - 20日           | キリンビール（のどこし〈生〉）           | ダイハツ                                 |
| 2007年4月23日 - 30日          | アクサダイレクト                         | ダイハツ                                 |
| 2007年5月1日 - 6月1日         | JAバンク                                 | ダイハツ                                 |
| 2007年6月4日 - 29日           | ガリバーインターナショナル、JAバンク     | ダイハツ                                 |
| 2007年7月2日 - 31日           | いすゞ自動車（ISUZU ELF）、JAバンク      | ダイハツ                                 |
| 2007年8月1日 - 17日           | 石油連盟                                 | ダイハツ                                 |
| 2007年8月20日 - 24日          | バイク王                                 | ダイハツ                                 |
| 2007年8月27日 - 31日          | クオーク                                 | ダイハツ                                 |
| 2007年9月3日 - 7日            | バイク王                                 | ダイハツ                                 |
| 2007年9月10日 - 14日          | マツダ・ボンゴ                           | ダイハツ                                 |
| 2007年9月17日 - 31日          | 電気通信事業者協会                       | ダイハツ                                 |
| 2007年10月1日 - 2008年2月22日 | ノンスポンサー（番組の前後にローカルCM） | ノンスポンサー（番組の前後にローカルCM） |

- 2008年2月25日-：　提供：東京ディズニーリゾート

## ネット局
全て月曜 - 金曜放送
- ニッポン放送 17:09 - 17:14（高嶋ひでたけの特ダネラジオ 夕焼けホットライン内）

### 過去のネット局
すべて2007年9月28日をもって終了したネット局
- STVラジオ 17:40 - 17:45（牧泰昌の夕やけジャーナル内）
- 青森放送 18:16 - 18:20
- IBC岩手放送 15:55 - 16:00（ワイドステーション内）
- 東北放送 16:25 - 16:30
- 秋田放送 16:20 - 16:25
- 山形放送 16:47 - 16:52（YBCイブニング・スコープ内）
- ラジオ福島 16:35 - 16:40（イブニングパートナー内）
- 茨城放送 16:55 - 17:00（阿部重典のアットマーク内）
- 栃木放送 16:10 - 16:15（ゆうがたフレンズ内）
- 静岡放送 16:25 - 16:30
- 新潟放送 16:45 - 16:50
- 信越放送 16:50 - 16:55
- 北陸放送 16:30 - 16:35
- 北日本放送 18:15 - 18:20（牛島町モーモー喫茶 〜みなさん お疲れ様です。〜内）
- 山梨放送 16:50 - 16:54
- 福井放送 16:20 - 16:25（午後はとことんワイド内）
- 東海ラジオ放送 17:40 - 17:45（安蒜豊三 夕焼けナビ内）
- KBS京都 17:30 - 17:35
  - KBS滋賀 17:30 - 17:35
- 和歌山放送 18:15 - 18:20
- 朝日放送 15:26 - 15:30
- 山陽放送 17:56 - 18:00
- 山陰放送 16:30 - 16:35
- 中国放送 16:55 - 17:00（月曜のみ道盛浩のバリシャキNOW内）
- 山口放送 16:20 - 16:25
- 四国放送 16:00 - 16:05
- 西日本放送 16:15 - 16:20
- 南海放送 16:10 - 16:15（本気(まじ)?ラジ!内）
- 高知放送 16:30 - 16:35
- 九州朝日放送 16:50 - 16:55（栗田善成のまずはラジオでおつかれさん内）
- 長崎放送 16:00 - 16:05
  - NBCラジオ佐賀 16:00 - 16:05
- 熊本放送 16:30 - 16:35
- 大分放送 16:55 - 17:00
- 宮崎放送 17:55 - 18:00
- 南日本放送 16:55 - 17:00
- ラジオ沖縄 17:25 - 17:30（こちら西町ラジオ村内）